# Stanisław Głąbiński

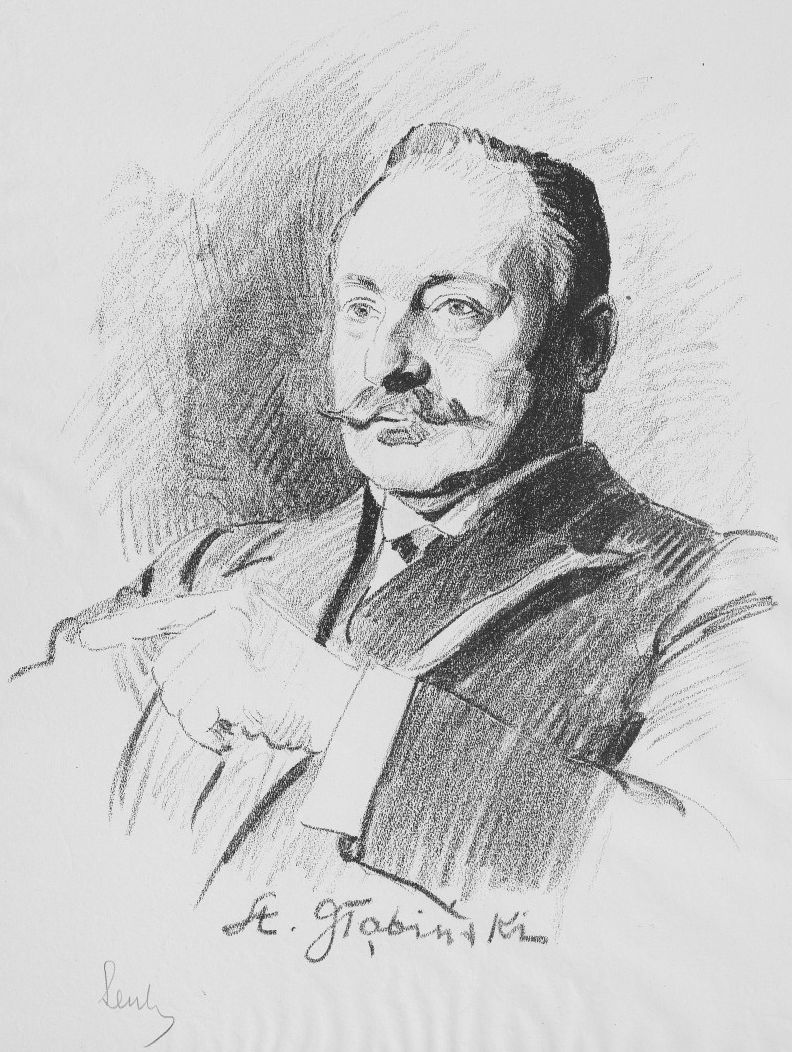
Stanisław Głąbiński

Stanisław Głąbiński (* 25. Februar 1862 in Skole, Galizien, Kaisertum Österreich; † 14. August 1941 in Charkiw, Ukraine), auf Deutsch in Altösterreich Stanislaus Glabinski genannt, war polnischer Nationalökonom und Politiker.
Głąbiński studierte an der Universität Lemberg. 1895 wurde er an dieser Universität Professor für politische Ökonomie, später war er zeitweise auch Rektor der Universität.
Von 1902 bis zum Ende der Monarchie, 1918, war er galizischer Abgeordneter im Abgeordnetenhaus des österreichischen Reichsrates in Wien. 1905 wurde er Vorsitzender der Narodowa Demokracja. Von 1909 bis 1911 war Głąbiński Obmann des so genannten parlamentarischen Polenklubs. 1911 wurde er in der Regierung von Richard von Bienerth-Schmerling, von Kaiser Franz Joseph I. ernannt, vom 9. Jänner bis zur Enthebung der Regierung am 28. Juni k.k. Eisenbahnminister.
Nach dem Ersten Weltkrieg wurde er in der Zweiten Polnischen Republik politisch aktiv. Von 1919 bis 1922 gehörte er dem Sejm an und war Fraktionsvorsitzender der Narodowa Demokracja. 1928 wurde er Senator.